# Glen Flora (Wisconsin)
Glen Flora es una villa ubicada en el condado de Rusk en el estado estadounidense de Wisconsin. En el Censo de 2010 tenía una población de 92 habitantes y una densidad poblacional de 62,87 personas por km².

## Geografía
Glen Flora se encuentra ubicada en las coordenadas 45°29′49″N 90°53′37″O / 45.49694, -90.89361. Según la Oficina del Censo de los Estados Unidos, Glen Flora tiene una superficie total de 1.46 km², de la cual 1.46 km² corresponden a tierra firme y (0%) 0 km² es agua.

## Demografía
Según el censo de 2010, había 92 personas residiendo en Glen Flora. La densidad de población era de 62,87 hab./km². De los 92 habitantes, Glen Flora estaba compuesto por el 98.91% blancos, el 0% eran afroamericanos, el 0% eran amerindios, el 0% eran asiáticos, el 1.09% eran isleños del Pacífico, el 0% eran de otras razas y el 0% pertenecían a dos o más razas. Del total de la población el 0% eran hispanos o latinos de cualquier raza.